# Йосиф (Велямин Рутський)
Митрополи́т Йо́сиф Велями́н-Ру́тський (у світі Іва́н Велями́н-Рутський, пол. Józef Weliamin Rucki   herbu Bukraba-Szeliga; 1574, Рута — 5 лютого 1637, Дермань) — єпископ Руської унійної церкви, з 1613 року — 3-ій Митрополит Київський, Галицький та всієї Руси — предстоятель Руської унійної церкви.

## Життєпис

### Походження
Родом з Рути, родинного маєтку біля Новгородка на Білорусі. Походив з православної (в цім обряді був охрещений), а пізніше кальвіністської шляхетської родини Рутських гербу Букраба-Шеліга, назва якої походить від назви села, яким володіла ця родина. Довгий час вважали, що його предками були московські бояри з роду Веляминів, які втекли в Литву від царя Івана IV Грозного в XVI ст., проте Велямини жили на Новогрудчині вже наприкінці XV ст.

### Освіта
Навчався в кальвіністських школах в Несвіжі, Вільні та при дворі князів Острозьких і Заславських. Під час навчання (з 1590 р.) в університеті в Празі перейшов під впливом єзуїтів на католицтво у латинському обряді (1592 р.) й склав ректору єзуїтської колегії Т. Крістненсу католицьке визнання віри. Взнавши про цей вчинок, його мати, віддана кальвіністка Богумила Корсак, позбавила його матеріальної підтримки (батько помер ще в 1590 році). Прокуратор литовських і польських католицьких провінцій отець Бокса, що був з ним знайомий, довідавшись про його фінансові проблеми, порадив юнакові їхати в Рим і поступити на навчання в Грецьку Колегію, де богословську освіту можна було отримати безкоштовно. У 1593–1596 рр. студіював філософію у Вюрцбурґу, 1603 р. закінчив богослов'я в Грецькій Колегії св. Атанасія в Римі.

### Церковна діяльність
За наказом Папи Климента VIII Іван Рутський перейшов на візантійський обряд, повернувся до Вільна та заходився спершу коло виховання юнаків до духовного стану і влаштування прилюдних диспутів з некатоликами. Коли в 1602 році помер ректор Віленської уніатської семінарії Петро Федорович, після настійливих прохань віленського католицького єпископа Бенедикта Войни, митрополит Іпатій Потій призначив Рутського на вакантну посаду. 1605–1606 рр. побував з папським леґатом Павлом Симеоном у Москві, де пропонував цареві Дмитру Самозванцю скеровувати московських юнаків на навчання у Велике князівство Литовське, тоді ж разом з леґатом Павлом невдало спробував здійснити подорож у Персію, згодом знову подався до Риму, щоб вручити новому папі Павлові V програму з'єднання церков.

#### Чернець, священик, єпископ
Повернувшись до Вільна, Рутський вступив до Свято-Троїцького віленського монастиря (6 вересня 1607 року), де 1 січня 1608 р. був пострижений у ченці під іменем Йосиф. У цьому ж році митрополит Іпатій Потій висвятив його на диякона, а потім надав йому сан пресвітера. Разом з Йосафатом Кунцевичем Рутський розбудував цей монастир коштом своєї спадщини, працюючи над відновленням чернечої дисципліни та вихованням монашого доросту. За ці й інші заслуги митрополит Іпатій Потій 1609 чи 1611 р. іменував Рутського Свято-Троїцьким архимандритом, а 16 червня 1612 року видав привілей про возведення архимандрита Свято-Троїцького монастиря на єпископа Галицького і надання йому титулу «надворного владики»  — керівника всієї церковної адміністрації. На посаді архимандрита не раз обороняв монастир від нападок православних жителів Вільна, які намагались повернути монастир у своє підпорядкування. Одного разу на нього навіть було вчинено замах, який здійснив віленський православний міщанин Максим Шембель, однак йому вдалося вижити. До заслуг Рутського належить і прилучення до унійної церкви Мінського Вознесенського монастиря, на що було отримано королівський привілей Сигізмунда III Вази 30 березня 1613 року.

#### Митрополит Руської Унійної Церкви

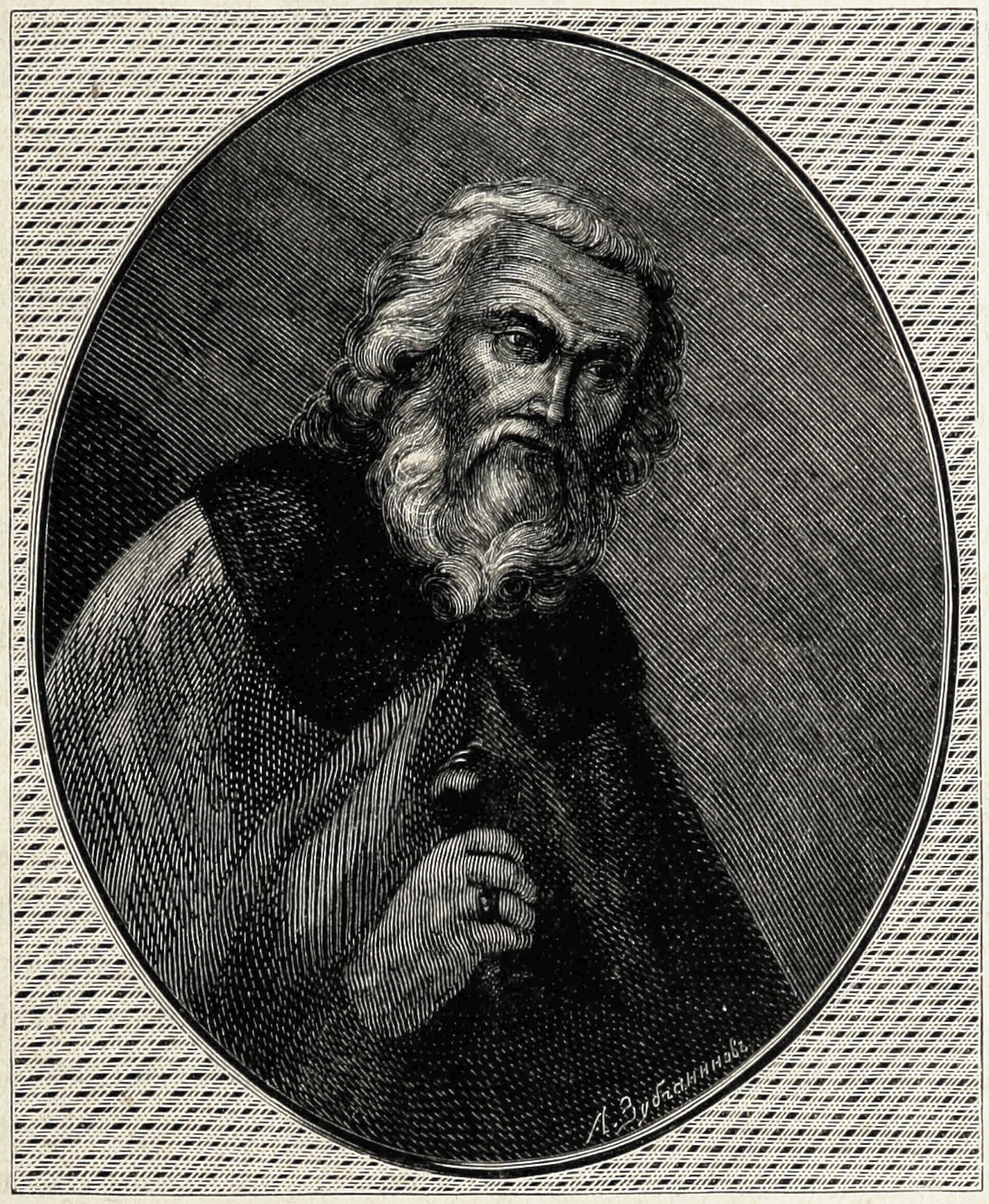
Йосиф Велямин Рутський, гравюра з XIX ст.

По смерті Іпатія Потія, з дозволу короля Сигізмунда III Вази, став 3-ім унійним митрополитом Київським, Галицьким і всієї Руси, отримавши при цьому у власність нові маєтки і землі, перед усім ті, що колись належали його попередникам на митрополичій кафедрі — Михайлові Рогозі та Іпатію Потію, а також маєтки в Новогрудку та Прилепичах. В 1614 році отримав папську буллу від Павла V на підтвердження про обрання митрополитом. 1615 року поїхав до Риму та виклопотав у папи Павла V 22 стипендії для своїх ченців у Грецькій Колегії в Римі й інших папських семінаріях (Браунсберг, Прага та ін.).
В 1615 році Рутський отримав від Папи Павла V послання «Piis et eleratis», яке надавало уніатським школам такі ж права, які мали єзуїтські школи. На основі цього привілею він організував при монастирях школи нижчого ступеня, заснував третю теологічну школу (Мінськ, 1615 рік). Зрівняв уніатські школи з єзуїтськими (щоб відтягнути молодь від полонізації) та надав інші привілеї. Рутський домагався, щоб випускники богословських шкіл мали можливість продовжувати навчання в папських колегіях.

#### Реорганізація чернецтва
Після повернення він продовжував роботу над реорганізацією Церкви. Реформуючи василіян, Рутський відкрив два монастирі: в Жировичах і в Битені, у яких 1616 року заклав перше послушництво, довіряючи опіку над ними єзуїтам. У Битені чоловічий уніатський монастир збудований коштом багатого шляхтича, маршалка Слонімського Григорія Тризни, в Жировичах — коштом Смоленського каштеляна Яна Мелешка (бл. 1613 р.), котрий під впливом Йосифа Рутського та Йосафата Кунцевича перейшов в унію та став одним з найбільших її пропагандистів серед шляхти. Автономні монастирі та монастирі, підлеглі місцевим єпископам, тепер на основі прийнятого Рутським закону, були об'єднані в одну Конгрегацію під покровом Св. Трійці. Централізація і об'єднання Василіянського Чину з ієрархією призвело до того, що монашество стало основною силою уніатської Церкви.
1616 року остаточно завершив реорганізацію уніатського чернецтва на підставі відповідно опрацьованого уставу св. Василія і на першому монашому з'їзді (капітулі) 19–26 липня 1617 року в Новгородовичах, розпочав об'єднання монастирів Київської митрополії в один Василіянський Чин під проводом виборного протоархимандрита, щоб мати в ньому головного рушія церковного життя з'єднаної Церкви. При тому намагався підвищити рівень світського духовенства, засновуючи і реорганізуючи школи під проводом василіян (Берестя, Володимир, Новгородок); з цією метою за сприянням короля у 1626 році скликав Кобринський синод, який схвалив заснування планованої ним духовної семінарії в Мінську.

#### Діяльність на благо утвердження Унійної Церкви
10 травня 1618 року король Речі Посполитої Сигізмунд III Ваза доручив митрополиту представити йому кандидатуру нового намісника Жидичинського монастиря після смерті попередника — Гедеона Балабана. Домаганнями у короля Сигізмунда III Вази, виступами на сеймах, перед папськими нунціями та в урядових і церковних польсько-литовських колах, Рутський ставав на захист з'єднаної Церкви і отримав заборону апостольської столиці перетягати на латинський обряд чи переходити на нього без дозволу папи (1624 р.). Одночасно, щоб злагіднити ставлення православних після відновлення їх ієрархії (1620 р.), Рутський розпочав (1624 р.) спільні розмови з її владиками (митрополит Іов Борецький, архієпископ Мелетій Смотрицький, митрополит Петро Могила) для порозуміння «однієї Руси з другою» і можливого створення київського патріархату.
У 1629 р. брав участь у першому Богослужінні єпископів-уніатів у Латинській катедрі Львова (там також був Мелетій Смотрицький — автор граматики слов'янської мови). Проповідь мав королівський проповідник Матеуш Бембус. За свідченнями міщан, факт відправи Служби Божої в костелі дуже засмутив вірменську та руську громади міста, котрі були здебільшого православними. «Кухарки руські і вірменські поганами їх (владик) називали і проклинали», — свідчить невідомий міщанин. Разом з князем, брацлавським воєводою Олександром Заславським сприяв переходу єпископа Мелетія Смотрицького на унію, 9 січня 1629 року написав листа Папі, в якому підтвердив щирість його намірів перейти на унію. В 1632 році був електором, від Новогрудського воєводства, нового короля Речі Посполитої Владислава IV Вази.

### Смерть
Помер 1637 року в Дермані на Волині, в місцевому монастирі, був похований у Вільні, де незабаром його могила стала місцем паломництва прихильників унії. В 1655 р., захопивши Вільно, московські війська вивезли його домовину в невідоме місце. Ще за життя Рутський удостоївся звань «колюмни Церкви», «Атланта Унії», «Атанасія Руси» (Урбан VIII). Великі заслуги поклав Рутський у розвитку освіти й організації Церкви за західними зразками.
У 1937 році з нагоди 300-ліття від дня смерті Йосифа Велямина-Рутського у Львові відбувся Унійний з'їзд, на якому митрополит Андрей Шептицький висунув пропозицію про відкриття беатифікаційного процесу для причислення його до лику блаженних.

## Твори
- Sowita wina, to jest odpis na skrypt… nazwanv Weryfikacja niewinności; Examen Obrony, to jest odpis na skrypt Obrona Weryfikacji. Вільна, 1621;
- Галущинський Т., Великий А. Epistolae J. V. Rutskyj. За ред. Галущинського Т. — Великого А.— Рим, 1956.
- «Біографія архієпископа Йосафата Кунцевича, мученика» (1624);
- «Про переслідування греко-католицьких священиків» (1633);
- «Митрополит Рутський — руським вихованцям грецького колегіуму» (1622).

## Вшанування пам'яті
Іменем Йосифа Велямина-Рутського названий головний навчальний заклад Василіянського Чину в Україні — Василіянський інститут філософсько-богословських студій імені Йосифа Велямина Рутського.